# 石坂拓郎
石坂 拓郎（いしざか たくろう、1974年8月17日 - ）は、神奈川県川崎市出身の撮影監督。父は作家・脚本家の山田太一。姉は演出家の宮本理江子。

## 経歴
高校時代に渡米し、カリフォルニア州チャップマン・ユニバーシティ・フィルムスクール映画製作学科卒業。
撮影助手時代にはマシュー・バーニー監督の「拘束のドローイング9」等の日米合作映画にも参加。多数の映画、TVコマーシャルを手がける。
2006年3月、プロダクション"Frameworks Films, Inc"を米国ロサンゼルスに設立。

## 作品：撮影監督
- 2003年　MemoiR -メモワール- - 監督：窪田崇
- 2005年　きみの秘密、僕のこころ　your secret & my heart - 監督：窪田崇
- 2005年　彼らの海・VII -Wish On The Polestar- - 監督：窪田崇
- 2006年　彼らの海・VIII -Sentimental Journey- - 監督：窪田崇
- 2006年　Pomegranate - 監督：萩原健太郎（東京ショートショートフィルムフェスティバル、ノミネート作品）
- 2007年　さくらん - 監督：蜷川実花
- 2007年　Pearl - 監督：萩原健太郎（東京ショートショートフィルムフェスティバル、ノミネート作品）
- 2007年　未来予想図 〜ア・イ・シ・テ・ルのサイン〜 - 監督：蝶野博
- 2008年　昴-スバル-(2009年公開) - 監督：リー・チーガイ
- 2009年　MW -ムウ- (2009年7/4 公開) - 原作：手塚治虫  - 監督：岩本仁志
- 2009年　東京ハロー (PV) - アーティスト：タニザワトモフミ  - 監督：萩原健太郎
- 2009年　Room Blue (PV) - アーティスト：エミ・マイヤー  - 監督：滝石大志、石坂拓郎
- 2009年　登り坂 (PV) - アーティスト：エミ・マイヤー  - 監督：田中仁
- 2010年　ゴースト もういちど抱きしめたい - 監督：大谷太郎
- 2010年　Myway Highway - 監督：須藤晃 主演：トータス松本
- 2011年　キミとボク - 原作：やまがらしげと - 監督：窪田崇 - 主演：中村蒼 - 主題歌、声：坂本真綾
- 2011年　スーパースター (Super Star) - 監督：萩原健太郎 - 主演：櫻井淳子、 キム・ウンス （ショートショートフィルムフェスティバル＆アジア 2011、ノミネート作品）日韓観光振興プロジェクト特別製作作品
- 2012年　るろうに剣心 - 原作：和月伸宏 - 監督：大友啓史 - 主演：佐藤健、武井咲
- 2013年　外人任侠伝～東京事変～ - 監督：萩原健太郎 - 出演：デイヴィッド・リー・ロス、KONISHIKI
- 2013年　震える牛 - 原作：相場英雄- 監督：権野元 - 出演：三上博史、吹石一恵
- 2014年　るろうに剣心 京都大火編 / 伝説の最期編 - 原作：和月伸宏 - 監督：大友啓史 - 主演：佐藤健、武井咲
- 2014年　悪貨- 原作：島田雅彦 - 監督：権野元 - 主演：及川光博、黒木メイサ
- 2020年 燃えよデブゴン TOKYO MISSION - 監督：谷垣健治 - 主演：ドニー・イェン、竹中直人

## 作品：照明監督
- 2008年　ホノカアボーイ  (2009年3/14 公開) - 監督：真田敦

## 作品：撮影助手
- 2001年　セクレタリー - 監督：スティーブン・シャインバーグ(Steven Shainberg) 
  - 撮影監督：Steven Fierberg
- 2002年　月に沈む - 監督：行定勲　撮影監督：篠田昇
- 2002年　八月の幻 - 監督：鈴木浩介　撮影監督：篠田昇
- 2002年　ロスト・イン・トランスレーション(Lost in Translation) - 監督：ソフィア・コッポラ(Sofia Coppola) 
  - 撮影監督：ランス・アコード(Lance Acord)
- 2003年　世界の中心で、愛をさけぶ - 監督：行定勲　撮影監督：篠田昇
- 2005年  拘束のドローイング9 - (Drawing Restraint 9) - 監督：マシュー・バーニー 撮影監督：Peter Streitman
  - (日本では石川県金沢21世紀美術館「マシュー・バーニー：拘束のドローイング展」にて公開)